# Ernst Drumm
Ernst Drumm (* 8. März 1872 in München; † 13. Juli 1945 ebenda) war ein deutscher Manager.

## Leben
Während seines Studiums wurde Drumm Mitglied des AGV München im Sondershäuser Verband.
Hofrat Ernst Drumm war langjähriger Generaldirektor der Bayerischen Rückversicherung. 1929 war er Aufsichtsratsvorsitzender der Bayerischen Rück und stellvertretender Aufsichtsratsvorsitzender der Württembergischen Feuerversicherung.
Nach dem Erdbeben von San Francisco 1906 arbeitete Drumm als Direktor der Bayerischen Versicherungsbank an der Erstellung neuer Bedingungen für Feuerversicherungen in einer Kommission der großen deutschen Feuerversicherungen mit.